# Adamantios Androutsopoulos
Adamantios Androutsopoulos (in greco: Αδαμάντιος Ανδρουτσόπουλος; Psari, 20 agosto 1919 – Atene, 10 novembre 2000) è stato un politico greco, nominato Primo ministro dal 1973 al 1974 dalla giunta militare guidata da Dimitrios Ioannides.

## Biografia
Dopo aver studiato ad Atene e Chicago fu ministro delle Finanze dal 1967 al 1971 e ministro degli Interni dal 1971 al 1973 durante il regime di Geōrgios Papadopoulos.
Quando nel 1973 Papadopoulos venne rovesciato da Ioannides, Androutsopoulos venne nominato capo del governo e ministro delle Finanze (25 novembre 1973 – 23 luglio 1974) fino al ritorno della democrazia.
| Controllo di autorità | VIAF (EN) 31238462 · ISNI (EN) 0000 0000 3544 9546 · LCCN (EN) n95012132 |